# Штур, Ежи
Ежи Оскар Штур (пол. Jerzy Oskar Stuhr; 18 апреля 1947[…], Краков — 9 июля 2024, Краков) — польский драматический и комедийный актёр театра и кино, сценарист, режиссёр, педагог. Выпускник Государственной высшей актёрской школы в Кракове. Штура наиболее прославили роли в сатирических комедиях Юлиуша Махульского.

## Биография
Ежи Штур родился 18 апреля 1947 года в Кракове, Польша. Отец — австриец, мать — полька. В 1972 году окончил Государственную высшую театральную школу в Кракове, после чего вплоть до 1991 года работал в Старом театре в Кракове. Штур — обладатель престижных наград за исполнение как театральных, так и киноролей. В 1980-х годах выступал в Италии, и за отличное знание итальянского языка и качество интерпретации в 1982 году был отмечен наградой критики за работу иностранного актёра в Италии. Преподавал в Краковском государственном высшем театральном училище, где в 1991—1996 годах был ректором. Бегло говорил по-русски, хотя и с сильным акцентом.
Снимался в фильмах Анджея Вайды, Анджея Жулавского, Кшиштофа Занусси, Кшиштофа Кесьлёвского, Юлиуша Махульского, Агнешки Холланд, Романа Качанова. Он также сыграл в трёх сатирико-фантастических фильмах Петра Шулькина.
В 1994 году Штур попробовал себя по другую сторону камеры — «Список прелюбодеек» стал его режиссёрским дебютом. Фильм был тепло принят критикой и удостоен нескольких наград. Настоящий успех Штуру как режиссёру принёс фильм «Любовные истории», снятый тремя годами позже. Он стал не только польским хитом, но и обладателем наград международных кинофестивалей. С 1998 года Ежи Штур являлся членом Европейской киноакадемии.
В 1990—1996 и в 2002—2008 годах — ректор Государственной высшей актёрской школы в Кракове.
В 2000-е и 2010-е годы занимался озвучиванием аудиокниг о Болеке и Лёлеке, пёсике Рексе и маленьком Николя. В озвучивании книг о последнем персонаже также принимал участие его сын Мацей.
Актёр имел серьёзные проблемы со здоровьем в связи с ранее перенесённым инфарктом, что в итоге привело к написанию книги «Сердечная болезнь, или Моя жизнь в искусстве» (пол. Sercowa choroba, czyli moje życie w sztuce).
Умер 9 июля 2024 года после тяжёлой болезни в Кракове в возрасте 77 лет.

### Личная жизнь
Супруга Барбара Штур — музыкант (скрипачка).
Сын Мацей Штур (род. 1975 г.) — актёр театра и кино. Внучка — Матильда Штур.
Дочь Марианна Штур — художник.

## Фильмография

### Актёрские работы
- 1971 — «Миллион за Лауру», реж. Иероним Пшибыл, — сын гураля.
- 1971 — «Третья часть ночи», реж. А. Жулавский, — лаборант в институте.
- 1972 — «Навылет», реж. Г. Круликевич.
- 1976 — «Спокойствие», реж. К. Кесьлёвский.
- 1976 — «Шрам», реж. К. Кесьлёвский.
- 1977 — «Распорядитель бала», реж. Ф. Фалька.
- 1978 — «Провинциальные актёры», реж. А. Холланд.
- 1978 — «Без наркоза», реж. А. Вайда, — Ежи Поребович.
- 1979 — «Шанс», реж. Ф. Фальк.
- 1979 — «Кинолюбитель», реж. К. Кесьлёвский, — Филип.
- 1980 — «Из далёкой страны», реж. К. Занусси.
- 1981 — «Случай», реж. К. Кесьлёвский.
- 1981 — «Война миров. Следующее столетие», реж. Пётр Шулькин, — аспирант адвокатской фирмы.
- 1983 — «Секс-миссия» (в СССР — «Новые амазонки»), реж. Ю. Махульский, — Макс Парадис.
- 1983 — «Предназначение», реж. Я. Копрович.
- 1984 — «Год спокойного солнца», реж. К. Занусси.
- 1984 — «О-би, о-ба. Конец цивилизации»
- 1985 — «Медиум», реж. Я. Копрович.
- 1986 — «Бегство», реж. Т. Шадковский, — Чеслав Полип, механик.
- 1986 — «Герой года».
- 1987 — «Поезд в Голливуд», реж. Р. Пивоварский, — Здзих, режиссёр.
- 1987 — «Кингсайз», реж. Ю. Махульский, — Зловредный (Килькуядек), глава спецслужбы Шкафландии.
- 1987 — «Преступление и наказание», телеспектакль, реж. А. Вайда, — Порфирий Петрович.
- 1988 — «Гражданин Пищик», реж. А. Котковский, — Ян Пищик.
- 1989 — «Декалог 10», фильм X, реж. К. Кесьлёвский.
- 1989 — «Дежа вю», реж. Ю. Махульский — Джон Поллак, киллер.
- 1993 — «Три цвета: Белый», реж. К. Кесьлёвский.
- 1994 — «Список греховодниц», реж. Е. Штур.
- 1995 — «Повесть о Йозефе Швейке и его величайшей эпохе» — Йозеф Швейк.
- 1997 — «Любовные истории», реж. Е. Штур.
- 1997 — «Киллер», реж. Ю. Махульский, — комиссар полиции.
- 1999 — «Неделя из жизни мужчины», реж. Е. Штур.
- 1999 — «Киллер 2», реж. Ю. Махульский, — комиссар полиции.
- 2000 — «Большое животное», реж. Е. Штур.
- 2001 — «Даун Хаус», современная вольная интерпретация романа «Идиот» Фёдора Достоевского, реж. Р. Качанов, — генерал Иволгин.
- 2003 — «Погода на завтра», реж. Е. Штур, — главная роль, Юзеф Козёл, бывший монах.
- 2004 — «Арье», реж. Р. Качанов, — кардиохирург Израиль Исаакович Арье.
- 2005 — «Персона нон грата», — советник посольства Польши в Уругвае.
- 2007 — «Хоровод», — ректор университета.
- 2008 — «Глухарь», — 13 серия, польский консул.
- 2010 — «Мистификация», реж. Яцек Копрович.
- 2011 — «У нас есть Папа!» (Италия, Франция), реж. Н. Моретти — Райский, представитель Ватикана.
- 2014 — «Гражданин» — Ян Братек.

### Режиссёрские работы
- 1994 — «Список греховодниц».
- 1997 — «Любовные истории».
- 1999 — «Неделя из жизни мужчины».
- 2000 — «Большое животное».
- 2003 — «Погода на завтра».
- 2007 — «Хоровод».
- 2014 — «Гражданин».

### Сценарии
- 1979 — «Кинолюбитель», соавтор К. Кесьлёвского.